# Aprelevka
Aprelevka (tiếng Nga: Апре́левка) là đô thị và là thủ phủ của quận Naro-Fominsky thuộc tỉnh Moskva, Nga. Nơi đây nằm dọc theo tuyến đường sắt Moskva–Kaluga, cách Moskva 42 kilômét (26 mi). Dân số: 18,349 (Điều tra dân số 2010); 18,357 (Điều tra dân số 2002); 21,178 (Điều tra dân số năm 1989).